# Heelweg
Heelweg est un hameau situé dans la commune néerlandaise de Oude IJsselstreek, dans la province de Gueldre. Le hameau est souvent subdivisé en une partie occidentale (Heelweg-West) et une partie orientale (Heelweg-Oost).